# فلورنسا ريد
فلورنسا ريد (بالإنجليزية: Florence Reed)‏ هي ممثلة أمريكية، ولدت في 10 يناير 1883 في الولايات المتحدة، وتوفيت بنفس المكان في 21 نوفمبر 1967 بسبب مرض.

## أعمال

### أفلام
- (1915) ذا كواردلي واي

## وصلات خارجية
- فلورنسا ريد على موقع IMDb (الإنجليزية)
- فلورنسا ريد على موقع ألو سيني (الفرنسية)
- فلورنسا ريد على موقع أول موفي (الإنجليزية)
- فلورنسا ريد على موقع قاعدة بيانات برودواي على الإنترنت (الإنجليزية)
- فلورنسا ريد على موقع قاعدة بيانات الفيلم (الإنجليزية)
- فلورنسا ريد على موقع كينوبويسك (الروسية)